# Carcina haemographa
Espèce
Carcina haemographa est une espèce de papillons de nuit de la famille des Depressariidae.

## Répartition
Carcina haemographa est endémique de république démocratique du Congo où il se rencontre dans les provinces de l'Équateur, du Kasaï et du Kasaï-Central,.

## Classification
Le nom valide complet (avec auteur) de ce taxon est Carcina haemographa Meyrick, 1937.